# Flieger-Ingenieur
Flieger-Ingenieur (dobesedno nemško Letalski-Inženir; okrajšava: Fl Ing) je bil najnižji častniški čin za pripadnika Inženirskega korpusa Luftwaffe (Ingenieurkorps der Luftwaffe), ki je bil v uporabi med letoma 1935 in 1940. Ustrezal je činu poročnika (v preostali Luftwaffe in Heeru).
Podrejen je bil činu Flieger-Oberingenieurja.

## Oznaka čina
Oznaka čina, ki je bila enaka kot za preostale, razen da je bila podlaga roza barve, je bila sestavljena iz:
- naovratna oznaka čina je bila sestavljena iz: srednje velikega hrastovega venca, enega para prekrižanih stiliziranih hrastovih listov, nad katerim se je nahajal en par stiliziranih kril; barva podlage se je raziskovala glede na rod oz. službo;
- naramenska oznaka čina je bila sestavljena iz štirih vrvic, ki so bile pritrjene na črno podlago v obliki U, pri čemer se je barva obrobne vrvice različna glede na rod oz. službo;
- narokavna oznaka čina (na zgornjem delu rokava) za bojno uniformo je bila sestavljena iz ene bele črte, nad katero se je nahajal en par belih stiliziranih kril na modri podlagi.

Galerija
- Naovratna oznaka čina
- Osnovna naramenska oznaka čina
- Narokavna oznaka čina